# Ruy Díaz Melgarejo
Ruy Díaz de Melgarejo (Salteras de Sevilla, Corona de Castilla, 1519 – Santa Fe la Vieja, 1602) fue un conquistador y explorador español establecido en la gobernación del Río de la Plata y del Paraguay durante el siglo XVI.  
Junto a Juan de Salazar, Alonso de Escobar "el Padre", Alonso Riquelme de Guzmán y Diego de Abreu se opuso al gobierno asunceño de Domingo Martínez de Irala, por apoyar al deportado adelantado Álvar Núñez Cabeza de Vaca. 
Gobernó de manera casi absoluta e independiente la extinta provincia española del Guayrá, durante 20 años, y luego de separarla de Asunción en 1575 con el título de teniente de gobernador del Guayrá, la administró unos 15 años más.

## Biografía hasta la fundación de Villa Rica del Espíritu Santo

### Origen familiar y primeros años

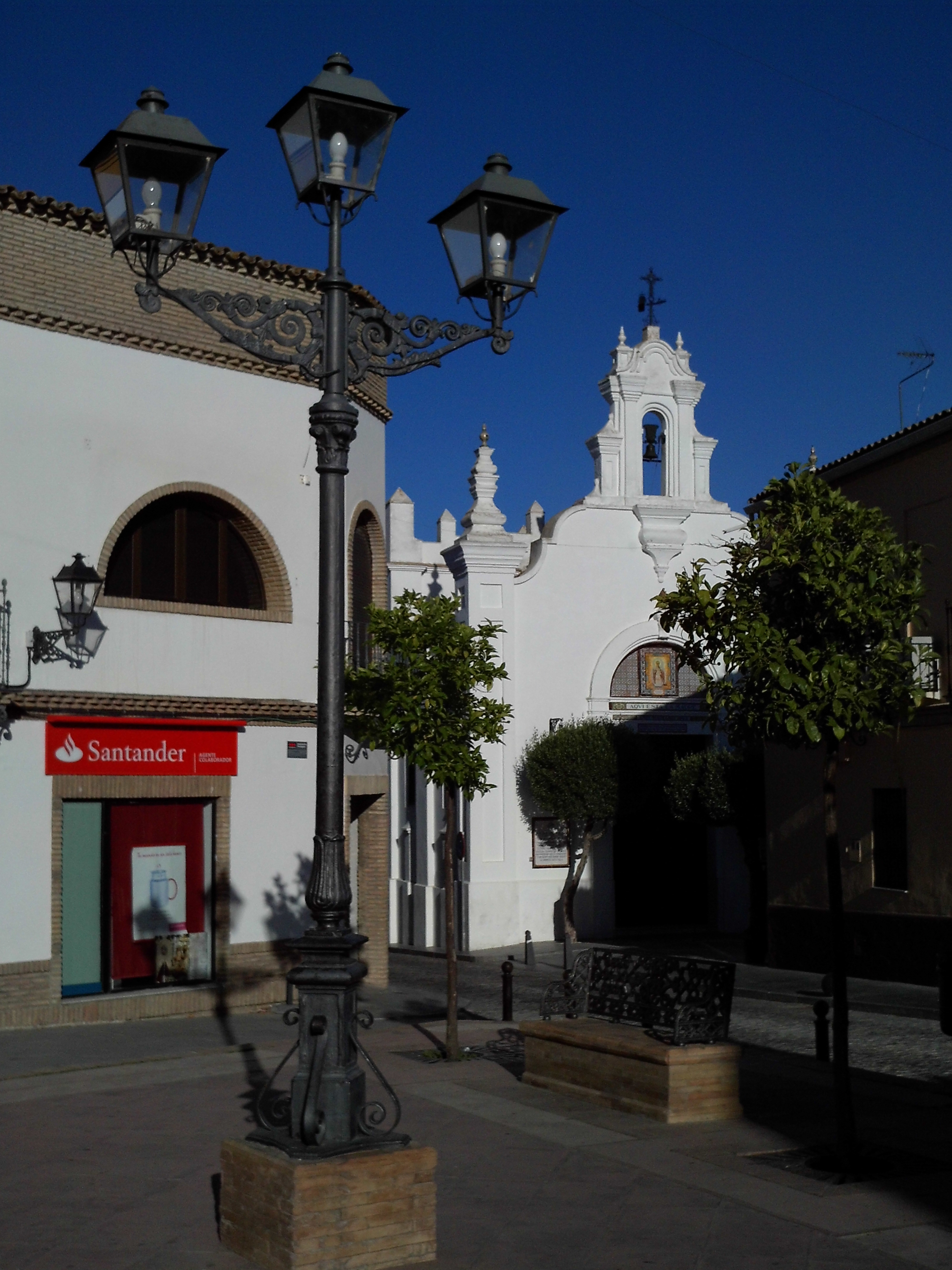
Salteras de Sevilla, comunidad donde nació Melgarejo.

Ruy Díaz Ortiz Melgarejo nació en 1519 en Salteras de Sevilla, uno de los cuatro reinos de Andalucía. Hijo de Francisco de Vergara y Ribera (n. ca. 1489) y de Beatriz de las Roelas Ortiz Melgarejo (n. ca. 1499).
Sus abuelos paternos fueron Fernando de Vergara (n. ca. 1459) y su tercera esposa Francisca de Ribera (n. ca. 1469) y los abuelos maternos eran Ruy Díaz Ortiz Melgarejo (n. ca. 1469) —de quien adoptó el apellido— que fue señor de Torres de Guadiamar y veinticuatro de Sevilla que acompañó a los Reyes Católicos en la conquista de Granada, y su esposa Leonor de Herrera (n. Sevilla, ca. 1479).
Además era bisnieto por vía paterna de Mosén García de Vergara (n. Guipúzcoa, ca. 1429) quien pasó a Andalucía para radicarse en Sevilla hacia 1449, en donde fuera nombrado caballero de la Orden de Santiago y comendador de Benazuza y Mures, y de su esposa Beatriz Fernández de Marmolejo (n. ca. 1439).
Melgarejo era hidalgo y la genealogía noble de su familia fue demostrada en varias ocasiones en el pasado. Tuvo tres hermanos documentados, Hernando, Juana Ortiz de Melgarejo y Francisco Ortiz de Vergara, este último fue gobernador del Río de la Plata y del Paraguay de 1558 a 1564.

### Carrera militar y viaje a América
Muy joven ingresó en el ejército de Carlos V, sirviendo por aproximadamente 6 años en la Armada Española junto al Duque de Borbón en Italia y Francia, además de la toma y saqueo de Roma (1527), en las campañas de Sicilia  y Negroponte, y por último, en la captura de la plaza de Castelnuovo. 
Tendría alrededor de 21 años de edad cuando el 2 de diciembre de 1540 zarpó desde Cádiz rumbo a América, en la expedición del adelantado Alvar Núñez Cabeza de Vaca, junto con su hermano Francisco. Llegó primero a la isla de Santa Catalina para pasar por tierra a la ciudad de Asunción en marzo de 1542.

### Apoyo al adelantado Cabeza de Vaca

Armas de Cabeza de Vaca. A quien Melgarejo se alió en contra de Irala.

Sus inicios en Asunción no están bien esclarecidos pero se conoce que fue parte de la expedición ordenada por Cabeza de Vaca y encabezada por Irala contra el cacique Aracaré en 1542 y que acompañó también a este capitán en su exploración por las regiones del norte paraguayo. Melgarejo se puso del lado de Cabeza de Vaca cuando este fue aprisionado por los oficiales reales de Irala, pero este evento lo tomó de sorpresa. No obstante, decidió tratar de liberar al adelantado algunas horas después del motín junto a su hermano Francisco y varios amigos. Dijo Melgarejo: "acudí con mis armas a la posada del Capitán de su guarda". Sin embargo, la gesta falló y Ruy y sus compañeros fueron apresados y por conspiración de sus enemigos se consiguieron supuestos testimonios de la deslealtad de Melgarejo al Emperador.
La destitución de Cabeza de Vaca desencadenó una lucha de poder de dos bandos que ya habría tenido su origen desde que el adelantado y su flota llegaron a Asunción. De un lado, teniendo a Irala como cabecilla, estaban los oficiales reales: Felipe de Cáceres, Francisco de Mendoza, Pedro Dorantes, Garcí Benegas, Alonso de Cabrera y Francisco de Andrade y del otro los leales del Adelantado "alvaristas" encabezados por Melgarejo: Juan de Salazar, Alonso de Escobar "el Padre", Diego de Abreu, Francisco Ortiz de Vergara, Alonso Riquelme de Guzmán, Pedro Estopiñán y Francisco González Paniagua, en su mayoría andaluces. Díaz Melgarejo había sido detenido la misma noche del derrocamiento de Alvar Núñez (24 de abril de 1544), aunque logró huir a una tumba debajo del altar mayor de la Iglesia del monasterio de Nuestra Señora de la Merced. En ese lugar permaneció escondido por 9 meses con ayuda de los frailes.

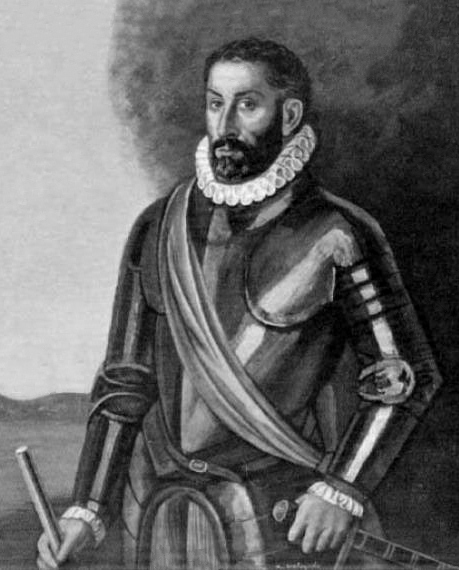
El Capitán Irala, con quien Melgarejo tuvo disputas de poder.

En 1547, aprovechando que Irala había marchado hacia el Perú y que dejara a cargo del gobierno a su lugarteniente Francisco de Mendoza, en 1549 acudieron a este Melgarejo y Abreu y lo convencieron de llamar a votación para elegir a un gobernante legal, debido a que la situación se encontraba ilegítima desde que Cabeza de Vaca había sido depuesto. Mendoza accedió y mientras se celebraban los comicios, Melgarejo y Abreu impidieron que Mendoza ingresase al lugar de votación y lograron así persuadir a la gente de elegir a Abreu como gobernador por lo que este entonces dio pena de muerte a Mendoza. Irala retornó a Asunción y aprisionó a Melgarejo y Abreu, pero lograron escapar en julio de 1549 y fueron perseguidos por las autoridades asunceñas. Melgarejo permaneció alrededor de 4 años escondido en los bosques.
En 1553 fue nuevamente apresado en el campamento de Yerekyhaba  en lo que actualmente es el Alto Paraná, pudo escapar y marchó hacia el este donde fue capturado por los indígenas  tupíes  —del mismo origen que los avá o "guaraníes" pero ferozmente rivales de estos— que eran antropófagos y tenían planeado comérselo. Logra escapar gracias a una mujer tupí y llega hasta las costas del Atlántico, a San Vicente. En aquel lugar se encontró con pasajeros de la flota de Sanabria que había tenido problemas y había sido auxiliada por los portugueses que los tenían detenidos. Entre los pasajeros, conoce a Elvira de Becerra con quien contrae matrimonio.

### Fundador de Ciudad Real del Guayrá
Melgarejo vivió un tiempo en el puerto luso-brasileño de San Vicente donde nacieron sus hijos y sin poder volver a Europa, se pone a disposición de Irala. Junto a su esposa Elvira, Juan de Salazar y algunos miembros más de la flota de Sanabria, retornó a Asunción en 1555. 
Irala, que lo veía como amenaza, envió a Melgarejo a colonizar la región de Guayrá ubicada entre el río Paraná y el océano Atlántico. En 1556, luego que Irala falleciese y durante el gobierno de Gonzalo de Mendoza, fundó la Ciudad Real del Guayra, repartiendo las tierras a los asunceños que lo habían acompañado. Además, realizó un censo y construyó una casa de gobierno en el nuevo poblado.

### Rebelión aborigen de la región y excomunión
Permaneció unos 7 años en Ciudad Real. En 1561, los indios se rebelaron y el pueblo quedó cautivo, por ello Melgarejo pidió ayuda a su hermano Francisco Ortiz de Vergara que en ese entonces era gobernador y este mandó a Alonso Riquelme de Guzmán con refuerzos para socorrerle. Ortiz de Vergara decidió enviar a Ruy de vuelta a España y entonces toda su familia volvió a Asunción en 1563. Pero como el barco no se había terminado de construir, Melgarejo fue enviado a castigar a los indígenas del Paraná. 
Al volver de su viaje encontró a su esposa Elvira con su amante, el sacerdote franciscano Juan Fernández Carrillo —ambos habían pasado a Sudamérica en la flota de Mencia Calderón— y con su espada los apuñaló a ambos. Por este crimen fue excomulgado y huyó hacia territorio portugués dejando a sus hijos menores al cuidado de su suegra, Isabel de Contreras.

### Fundador de Villa Rica en la región del Guayrá

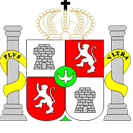
Escudo de armas de Villarrica. Actual ciudad paraguaya fundada por Melgarejo en 1570.

En 1567 se le encomendó sofocar las rebeliones de los pobladores de Ciudad Real en contra de Alonso Riquelme. Entonces, a Melgarejo se le levantó la excomunión y marchó a Ciudad Real donde después de controlar la revuelta, derrocó a Riquelme y tomó su lugar.
Como conquistador del Guairá, Melgarejo fundó la ciudad de Villa Rica del Espíritu Santo el 14 de mayo de 1570, en un lugar llamado Cuarahyberá de la entonces región española del Guayrá con 40 hombres y 53 caballos. Destituido su hermano Francisco como gobernador del Río de la Plata y del Paraguay, quedó como interino Felipe de Cáceres, un viejo enemigo, quien envió a Alonso Riquelme a reemplazarlo. 
Melgarejo se negó a entregar el poder y convocó a elecciones que lo nombraron Capitán General y Justicia Mayor del Guairá. Con esto, los que seguían a Riquelme se aliaron a Melgarejo y Riquelme quedó prisionero. En 1572, Cáceres fue destituido y Martín Suárez de Toledo, el nuevo gobernador interino llamó a Melgarejo para que conduzca a Cáceres como prisionero para ser juzgado en España.

## Teniente de gobernador del Guayrá y deceso

### Nombramiento por el adelantado Ortiz de Zárate
El 14 de octubre de 1575, el adelantado Juan Ortiz de Zárate nombró a Melgarejo teniente de gobernador del Guayrá —ya que dependía de la gobernación del Río de la Plata y del Paraguay— con los títulos expresados de la siguiente manera: «Teniente Gobernador, Capitán General y Justicia Mayor de la Ciudad Real y de Villa Rica del Espíritu Santo», con facultades para gobernarlas, repartir encomiendas, nombrar lugartenientes y demás amplias atribuciones del caso. Se le concedió con una encomienda de 300 leguas de tierra y 352 "fuegos" (un padre de familia indígena con su mujer e hijos). 

### Gestión de gobierno
Como teniente de gobernador, Melgarejo se dedicó a la búsqueda y cateo de las minas de Cuarahyberá. En vez de oro y plata, logró extraer hierro lo que a su juicio fue de gran utilidad para los vecinos. Efectuó un nuevo ataque contra los tupíes, rescatando a un grupo de españoles. 
Se retiró de la vida pública el 15 de marzo de 1585, para ser remplazado por Antonio de Añasco y como lugarteniente por Ruy Díaz de Guzmán que lo recibirían en la misma fecha en Ciudad Real, ambos nombrados por el nuevo gobernador Juan de Torres Navarrete, Hacia 1590 con unos 71 años de edad, Melgarejo se mudó a Santa Fe en la casa de su hija Isabel de Carvajal.

### Testamento y fallecimiento
Melgarejo firmó su testamento ante el escribano Francisco Pérez de Burgos el 5 de octubre de 1595, en casa de su hija Isabel. Pidió ubicar sus restos en «la Iglesia del Bienaventurado San Françisco» de Santa Fe, en la sepultura en la que está enterrado Gonzalo Martel de Guzmán, esposo de Isabel. Recomendó que sus armas, arcabuz, espada, daga y celada, se entregaran a su hijo Francisco de Guzmán. Declaró "haber poblado dos ciudades,  Ciudad Real y Villa Rica del Espíritu Santo en las provincias del Guairá." Dispuso que la encomienda de más de 300 leguas que allá poseía, así como solares, estancias y mercedes de su propiedad en dichos parajes, quedaran para el capitán Manuel de Frías y la esposa de éste, su nieta Leonor Martel de Guzmán.
También le dejaba al matrimonio Frías-Martel "los bienes, herencias, heredades y posesiones y tributos", de la sucesión de sus padres "que tengo en los Reinos de España", en "la aldea de Salteras", donde han de hallarse esos bienes que Frías, en persona o mediante apoderado debía cobrar. A Hernando Melgarejo, otro de sus hijos, y a las hijas de éste: Isabel y Beatriz, les legaba su estancia poblada en la ciudad Tobatí.
Finalmente, Ruy Díaz de Melgarejo falleció en Santa Fe la Vieja en el año 1602.

## Matrimonio y descendencia
Se casó en 1553 con la extremeña Elvira de Becerra y Contreras Mendoza (n. ca. 1531) oriunda de Medellín.
Elvira era cuñada del fundador de Buenos Aires Juan de Garay y llegó a América en la llamada flota de Sanabria junto a su padre el capitán Francisco de Becerra (n. Cáceres, 1511 - costa Mbiaza, 1553) y su madre Isabel de Contreras Mendoza (n. Medellín, ca. 1518) Sus abuelos maternos fueron Álvaro de Contreras y Carvajal (n. Badajoz, ca. 1480), alcaide de la fortaleza de Mérida, y Juana Carrillo de Mendoza (n. ca. 1490) Sus bisabuelos maternos fueron Álvaro de Mendoza y Luna, señor de La Torre de Esteban Hambrán, y Teresa Carrillo de Castilla, Sus tatarabuelos fueron el duque Íñigo López de Mendoza María de Luna y Pimentel Alfonso Carrillo de Acuña y  Leonor Álvarez de Toledo y Guzmán. Así, la esposa de Melgarejo era descendiente de varias dinastías poderosas de los antiguos reinos de León y de Castilla, las casas de Mendoza, de Luna, de Guzmán, de Meneses, de Toledo, de Contreras y de Carvajal. 
Fruto del matrimonio entre Melgarejo y Elvira nacieron cinco hijos legítimos:
- Isabel de Carvajal[17] (n. ca. 1550) quien se casó en Asunción en 1573 con el español Gonzalo Martel de Guzmán y con descendencia en Argentina.[17]
- Rodrigo Ortiz de Melgarejo. (n. ca. 1551) sacerdote y vicario del Obispado de Río de la Plata.
- Beatriz Ortiz de Melgarejo (fallecida en 1575)
- Jerónima de Melgarejo (fallecida niña en 1575)
- Gabriel Ortiz de Melgarejo (fallecido en 1595)

Además tuvo dos hijos naturales que figuran en su testamento:
- Hernando Ortiz de Melgarejo (n. ca. 1553) con descendencia en Argentina y Uruguay.
- Francisco de Guzmán. (n. ca. 1556)

## Legado
- Su nieto Francisco Martel de Guzmán, nacido en Asunción, fue alcalde de la ciudad de Santa Fe en 1602.
- Tres calles, una en Villarrica, una en Asunción y otra en Salteras llevan el nombre Ruy Díaz de Melgarejo.
- En un mapa francés del Paraguay del siglo XIX, aparece al este de Villarrica en lo que actualmente es la compañía Rincón, el ´Bois de Melgarejo´ (Bosque de Melgarejo)
- El apellido Melgarejo lo llevó un pionero villarriqueño en la explotación de maderas y en su honor se bautizó como Campos de Melgarejo a una compañía del actual municipio paraguayo de Independencia.
- El apellido Melgarejo llegó hasta la Presidencia del Paraguay mediante Bernardino Caballero Melgarejo, además fundador del Partido Colorado, quien descendía de su hermana llamada Juana Ortiz de Melgarejo.